# Löwenapotheke (Aschaffenburg)

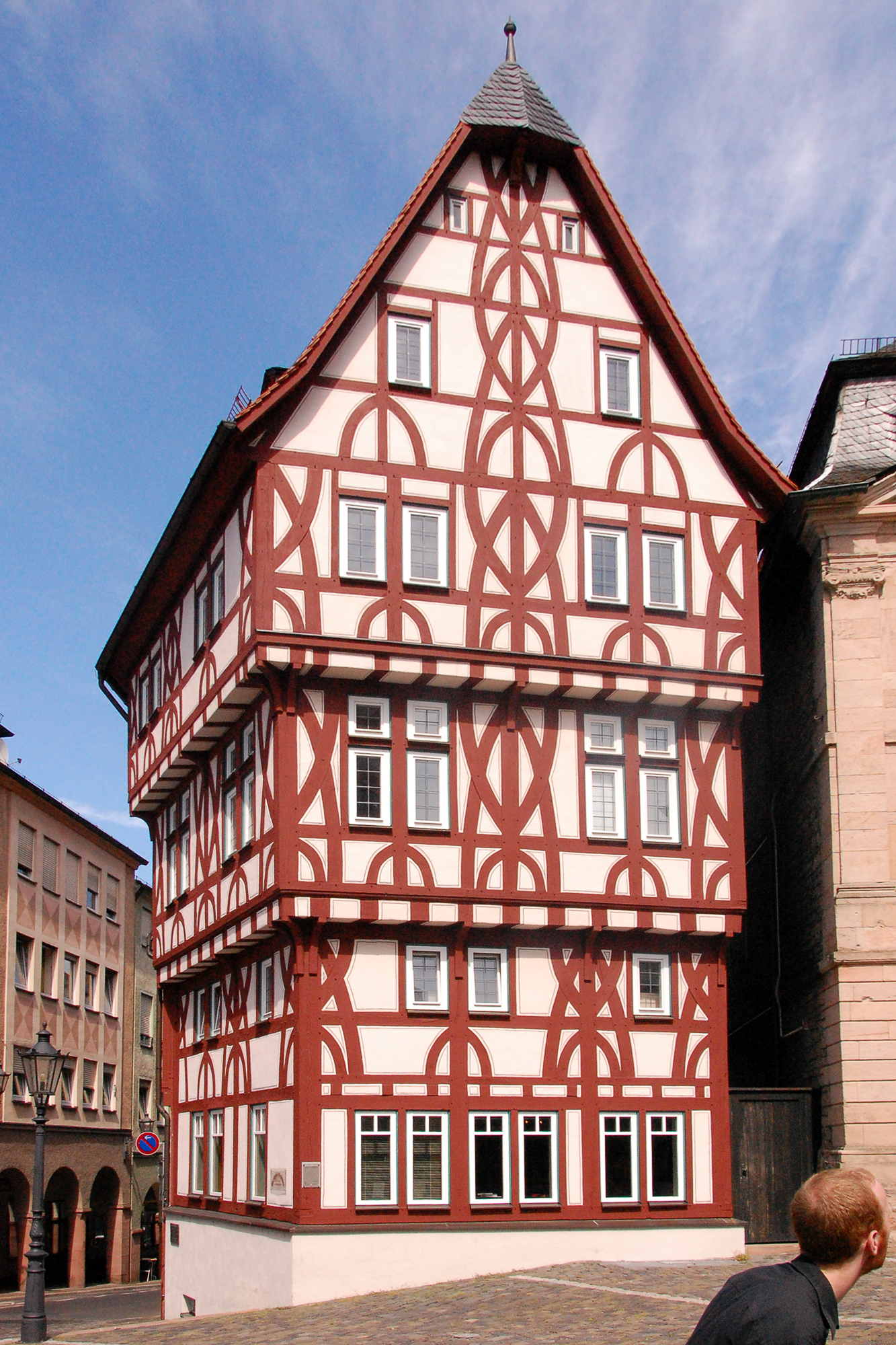
Haus Dalbergstraße 11: Löwenapotheke

Die Löwenapotheke in Aschaffenburg ist ein in den Jahren 1991 bis 1995 rekonstruierter Fachwerkbau am Stiftsplatz.

## Geschichte
Die alte Löwenapotheke stammte aus dem 16. Jahrhundert, sie wurde 1945 durch US-amerikanische Luftangriffe zerstört. Das Gebäude war im sogenannten Übergangsstil des mitteldeutschen Fachwerks erbaut, der zeitlich eng auf den Zeitraum der Jahre 1470 bis 1550 eingegrenzt werden kann. Gebäude dieses Typs stehen zwischen den rein konstruktiven Fachwerken des Mittelalters und den reich verzierten Bauten der Zeit um 1600. So war auch bei der Löwenapotheke jede verbaute bzw. von außen zu sehende Balkenlage Teil der Konstruktion, bot aber insbesondere durch die Verwendung gebogener Streben ein sehr harmonisches, fast organisches Gesamtbild. Gut erhaltene bzw. nicht vor allem durch spätere Fenstereinbauten gestörte Fachwerke dieses Typs sind vor allem aufgrund der Zerstörungen des Zweiten Weltkriegs relativ selten, ein herausragendes Beispiel ist das Hohe Haus am Schnatterloch in Miltenberg. Nach jahrelangen, zum Teil mit großer Heftigkeit geführten Diskussionen – im Gespräch war auch ein „ultramodernes“ Gebäude – wurde die Löwenapotheke auf Betreiben einer Bürgerinitiative im alten Stil rekonstruiert.